# David Miliband
David Wright Miliband (født 15. juli 1965 i London) er en britisk politiker, der fra 28. juni 2007 til regeringsskiftet i 2010 var landets udenrigsminister.
Miliband blev valgt til Underhuset første gang i 2001 for South Shield-kredsen i det nordøstligste England. I 2002 blev han juniorminister for skolevæsenet i Tony Blairs regering. Siden indtog han stedse vigtigere poster i regeringen, i 2006 således som miljø- og landbrugsminister.
Ved Gordon Browns overtagelse af posten som premierminister efter Tony Blair udnævnte han Miliband til udenrigsminister, den hidtil næstyngste nogensinde.
Efter Labours valgnederlag 6. maj 2010 annoncerede David Miliband at han vil være kandidat til at efterfølge Gordon Brown som partiformand for Labour. Han blev dog slået af sin lillebror, Ed Miliband, der også var minister under Gordon Brown.